# Abraxas flaveata
Abraxas flaveata là một loài bướm đêm trong họ Geometridae.